# The Seekers
A The Seekers (magyar jelentése: A keresők) egy ausztrál folkegyüttes, amelyet 1962-ben alapítottak meg Melbourne-ben. A hatvanas évek egyik legnépszerűbb ausztrál együttese volt, emellett az első olyan ausztrál zenekar, amelynek volt listavezető dala mind az Egyesült Királyságban, mind az Egyesült Államokban. A csoport 1968-ban oszlott fel, amikor az énekesnő Judith Durham szólókarrierbe kezdett.
A Seekers a mai napig az egyik legsikeresebb ausztrál együttes, eddig több mint 50 millió lemezük jelent meg szerte a világon. 2014-ben megkapták az Ausztrál Rend kitüntetés különdíját.

## Tagjai
- Judith Durham – ének és háttérvokál, zongora (1962–1968, 1992–napjainkig)
- Athol Guy – háttérvokál, nagybőgő (1962–1968, 1975–1978, 1988–napjainkig)
- Keith Potger – ének és háttérvokál, szólógitár, bendzsó (1962–1968, 1975–1985, 1988–napjainkig)
- Bruce Woodley – ének és háttérvokál, ritmusgitár, bendzsó (1962–1968, 1975–1977, 1988–napjainkig)

### Korábbi tagok
- Julie Anthony – ének és háttérvokál (1988–1990)
- Buddy England – gitár, háttérvokál (1977–1980)
- Karen Knowles – ének és háttérvokál (1991)
- Ken Ray – gitár, háttérvokál (1962)
- Peter Robinson – basszusgitár, háttérvokál (1978–1986)
- Rick Turk – gitár, zongora, ének és háttérvokál (1981–1986)
- Ellen Wade – ének (1965)
- Cheryl Webb – ének és háttérvokál (1977–1986)
- Louisa Wisseling – ének és háttérvokál (1975–1977)

## Diszkográfia

### Nagylemezek
- Introducing The Seekers (1963)
- The Seekers (1964)
- Hide & Seekers (1965)
- A World Of Our Own (1965)
- Come The Day (1966)
- Seekers Seen In Green (1967)
- The Seekers Live At The Talk Of The Town (1968)
- The Seekers' Greatest Hits' (1968)
- The Seekers (1975)
- Giving and Taking (1976)
- Live On (1989)
- Future Road (1997)
- Morningtown Ride to Christmas (2001)
- Night of Nights... Live! (2002)